# ムン・ヒ
ムン・ヒ（文姬、朝鮮語: 문희、1947年7月16日 - ）は、大韓民国の映画俳優。
本名は李 順任（イ・スニム、이순임）。

## 生涯
ソウル出身。1965年に映画『黒麦』でデビューした。1966年に東丘女子商業高等学校（現・東丘マーケティング高等学校）を卒業、1971年にソラボル芸術大学（現・中央大学校に合併）卒業。1971年、第8回チョンニョン映画賞を受賞したほか、韓国日報の副社長と結婚した。ペクサン財団の理事長を務めている。 